# Craig Olejnik
Pour les articles homonymes, voir Olejnik.
Craig Olejnik (né le 1er juin 1979 à Halifax (Nouvelle-Écosse) est un acteur canadien. Il est connu pour son rôle principal de l'ambulancier puis enquêteur télépathe Toby Logan dans la série télévisée The Listener .

## Filmographie
Olejnik a aussi travaillé dans d'autres projets télévisuels incluant Runaway, 13 fantômes, Margaret's Museum et Wolf Lake. Il est par ailleurs le réalisateur, scénariste et producteur du film Interview with a Zombie.

### Cinéma
- 1995 : Margaret's Museum : Jimmy MacNeil
- 2001 : 13 fantômes (Thir13en Ghosts) de Steve Beck : Royce Clayton
- 2009 : L'Heure de Vérité (The Timekeeper) de Louis Bélanger : Martin Bishop

### Télévision
- 2001 : Aux frontières de l'étrange : Zach Stewart
- 2001 : Wolf Lake : Sean
- 2006 : Tragique Obsession (Obituary) de John Bradshaw : Luke
- 2006 - 2008 : Runaway : Jake Bennett
- 2007 : Au nom de ma fille (In God's Country) de John L'Ecuyer : Frank
- 2009 - 2014  : The Listener : Toby Logan
- 2011 : Les Enquêtes de Murdoch : Nicholas Jenkins (saison 4 épisode 4: Maîtres et domestiques)
- 2013 : Les Mystères de Haven : Aiden Driscoll
- 2015 : La Trêve de Noël : John Myers
- 2017 : Faux coupable (Eyewitness) : Louis